# Chiton olivaceus
Chiton olivaceus är en blötdjursart som beskrevs av Lorenz Spengler 1797. Chiton olivaceus ingår i släktet Chiton och familjen Chitonidae. Inga underarter finns listade i Catalogue of Life.

## Bildgalleri

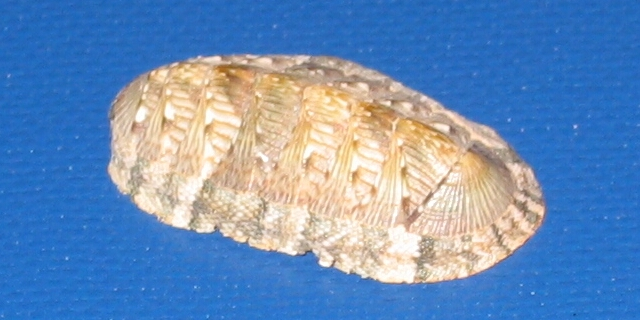